# 托馬什霍羅德 (村落)
托馬什霍羅德（羅馬化：Tomashhorod）是烏克蘭西北部羅夫諾州薩爾內區羅基特內市鎮的村莊，始建於15世紀；面積90.3平方公里，海拔高度161米，2001年人口1,586人，人口密度每平方公里17.6人。

## 外部連結
- Погода в селі Томашгород （页面存档备份，存于）